# XMOBA Ventures
XMOBA Ventures, cuyo nombre comercial es Xmoba, es una empresa española, dedicada a estudiar el desarrollo de nuevas soluciones de movilidad urbana en las grandes ciudades, creada por la marca automovilística SEAT en 2018 y presentada en el Mobile World Congress de ese mismo año. Además esta nueva filial de SEAT, gestiona todos los nuevos servicios que ofrece la marca en movilidad urbana, como el servicio de alquiler de vehículos, patinetes eléctricos y aplicaciones.

## Desarrollos
Dentro de Xmoba Ventures, se ha desarrollado un conjunto de nuevos servicios, asociándose con diferentes empresas, dedicadas a la movilidad urbana, como es la empresa "Respiro" dedicada al Car Sharing, que fue adquirida al 100% por SEAT el cual opera con coches en alquiler por horas en Madrid, que a partir de la compra solo se utilizan vehículos de la marca española con motorizaciones híbridas TGI. Además esta la colaboración con la empresa UFO que presta servicio de alquiler de patinetes eléctricos, el denominado "eKickscooter Sharing", mediante el modelo de SEAT eXS kickscoote, que fue desarrollado por la colaboración de Segway.  
En 2019 se presentó el SEAT Minimó Concept, un cuatriciclo que la marca quiere introducir en un futuro dentro de la movilidad urbana, dentro del su Car Sharing. Por otro lado SEAT se asocia con el fabricante de motocicletas eléctricas Silence, para desarrollar también en el entorno de la movilidad urbana su primera motocicleta eléctrica denominada como SEAT e-scooter aunque en un principio se presenta como concept el 19 de noviembre de 2019 en el Smart City Expo World Congress de Barcelona.
También Xmoba ha desarrollado aplicaciones de movilidad urbana como son "Justmoove" que da un servicio para encontrar aparcamientos, taxis, nos informa de precios de gasolineras o peajes entre otras funciones. Y "Komuti" la aplicación que da servicio para compartir viajes en un mismo vehículo.
En 2020 se crea SEAT URBAN MOBILITY, la nueva división de movilidad urbana, que cuenta con el soporte de SEAT Code, el centro de desarrollo de software, además de la integración de XMoba, su filial de movilidad, y Respiro, su marca de carsharing. Esto originó la creación de SEAT MÓ la marca de movilidad urbana de SEAT, la cual cuenta en su catálogo con motocicletas eléctricas y patinetes eléctricos.

### Desarrollo de vehículos de movilidad urbana
| Año          | Marca | Denominación del modelo          | Información adicional |
| ------------ | ----- | -------------------------------- | --------------------- |
| Gama SEAT MÓ |       |                                  |                       |
| 2019         | SEAT  | SEAT eXS kickscoote              | Patinete eléctrico    |
| 2019         | SEAT  | SEAT e-Scooter Concept           | Motocicleta eléctrica |
| 2019         | SEAT  | SEAT e-Kickscooter concept       | Patinete eléctrico    |
| 2020         | SEAT  | SEAT MÓ eKickscooter 25          | Patinete eléctrico    |
| 2020         | SEAT  | SEAT MÓ eKickscooter 65          | Patinete eléctrico    |
| 2020         | SEAT  | SEAT MÓ eScooter 125             | Motocicleta eléctrica |
| 2022         | SEAT  | SEAT MÓ eScooter 125 performance | Motocicleta eléctrica |
| 2023         | SEAT  | SEAT MÓ eScooter 50              | Motocicleta eléctrica |

## Premios
- 2019 en los Premios Digital Talent, dentro de esta categoría recibió, el Premio Pure Talent.[15]